# Megaloxantha bicolor
Megaloxantha bicolor es una especie de escarabajo del género Megaloxantha, familia Buprestidae. Fue descrita científicamente por Fabricius en 1775.

## Descripción
Es un enorme bupréstido que alcanza una longitud de unos 75 milímetros (3,0 pulgadas). El color básico de estos escarabajos suele ser verde metálico, pero puede ser azul, rojizo o negruzco, con dos grandes bandas basales y postmedianas amarillas o blanquecinas. Los lados pronotales suelen ser de color amarillo anaranjado brillante.

## Distribución geográfica
Se encuentra desde la India hasta Vietnam, Australia y Filipinas.

## Subespecies
- Megaloxantha bicolor arcuatifasciata Kurosawa, 1978
- Megaloxantha bicolor bicolor (Fabricius, 1778)
- Megaloxantha bicolor brunnea (Saunders, 1866)
- Megaloxantha bicolor gigantea (Schaller, 1783)
- Megaloxantha bicolor hainana Kurosawa, 1991
- Megaloxantha bicolor luodiana Yang & Xie, 1993
- Megaloxantha bicolor matsudai Endo, 1992
- Megaloxantha bicolor nigricornis  (Deyrolle, 1864)
- Megaloxantha bicolor nishiyamai Endo, 1992
- Megaloxantha bicolor ohtanii Kurosawa, 1991
- Megaloxantha bicolor palawanica Kurosawa, 1978
- Megaloxantha bicolor porphyreus Hou & Wu, 1996
- Megaloxantha bicolor sakaii Kurosawa, 1991